# Diver (Fußball)
Der Diver (engl.: Taucher) ist eine Jubelform im Fußball, bei dem der Spieler (zumeist der Torschütze) mit gestrecktem Körper bäuchlings über den (vorzugsweise nassen) Rasen rutscht. Als „Erfinder“ des Divers gilt der ehemalige Premier-League-Spieler Jürgen Klinsmann.

## Entstehungsgeschichte
Als Jürgen Klinsmann 1994 zum Londoner Fußball-Club Tottenham Hotspur wechselte, war seine Art zu spielen in England nicht sehr beliebt. Die englische Öffentlichkeit kritisierte, dass Klinsmann in seiner Zeit bei Inter Mailand und beim AS Monaco zu oft leicht im Strafraum gefallen war und so einige Strafstöße für sein Team herausgeschunden hätte. So gaben ihm die Fans den abfälligen Spitznamen Diver (engl. für „Schwalbenkönig“, eigentl. „Taucher“). 
Klinsmann eroberte jedoch auch die Herzen der Engländer im Sturm. Schon bei seinem Debüt im Auswärtsspiel gegen Sheffield Wednesday gelang Klinsmann ein spektakuläres Tor, das er mit einem Diver feierte. Die Idee des Torjubels kam ihm gemeinsam mit seinem Sturmkollegen Teddy Sheringham. Aufgrund seines Selbsthumors, aber natürlich auch seiner sportlichen Leistungen und seiner kämpferischen Spielweise, wurde er in England schnell extrem populär: So wurden beispielsweise in kürzester Zeit über 150.000 Klinsmann-Trikots verkauft. Sein Erscheinen mit Tauchmaske bei einer Pressekonferenz trug ebenfalls ihren Teil dazu bei.
1995 wurde Klinsmann daraufhin Englands Fußballer des Jahres, dies hatte als einziger Deutscher vor ihm nur der Torhüter Bert Trautmann erreicht, und er wird bei den Spurs heute offiziell als „Legende“ geführt.

## Sonstiges
- Eine Analogie zum „Diver“ existiert im Wintersport: Die schwedische alpine Skirennläuferin Anja Pärson bejubelt ihre Siege regelmäßig, indem sie im Zielraum bäuchlings über den Schnee rutscht.
- Es gibt auch einen Dance-Titel namens "Jürgen Klinsmann (The Diver)", entstanden ungefähr Mitte der 90er, der auf Klinsmanns Jubelpose Bezug nimmt.